# Cumings
Cumings è un centro abitato degli Stati Uniti d'America situato nella contea di Fort Bend dello Stato del Texas.
La popolazione era di 981 persone al censimento del 2010.

## Geografia fisica
Cumings è situata a 29°34′25″N 95°48′12″W (29.573483, -95.803286).
Secondo lo United States Census Bureau, ha un'area totale di 3,1 miglia quadrate (8,0 km²), di cui 3,0 miglia quadrate (7,8 km²) di terreno e 0,1 miglia quadrate (0,26 km², 2.26%) d'acqua.

## Società

### Evoluzione demografica
Secondo il censimento del 2000, c'erano 683 persone, 172 nuclei familiari e 156 famiglie residenti nella città. La densità di popolazione era di 225,6 persone per miglio quadrato (87,0/km²). C'erano 186 unità abitative a una densità media di 61,4 per miglio quadrato (23,7/km²). La composizione etnica della città era formata dal 60,76% di bianchi, lo 0,29% di asiatici, il 35,43% di altre razze, e il 3,51% di due o più etnie. Ispanici o latinos di qualunque razza erano il 91,65% della popolazione.
C'erano 172 nuclei familiari di cui il 50,6% aveva figli di età inferiore ai 18 anni, il 70,9% erano coppie sposate conviventi, il 13,4% aveva un capofamiglia femmina senza marito, e il 9,3% erano non-famiglie. Il 8,1% di tutti i nuclei familiari erano individuali e il 2,9% aveva componenti con un'età di 65 anni o più che vivevano da soli. Il numero di componenti medio di un nucleo familiare era di 3,97 e quello di una famiglia era di 4,16.
La popolazione era composta dal 34,8% di persone sotto i 18 anni, il 13,0% di persone dai 18 ai 24 anni, il 29,6% di persone dai 25 ai 44 anni, il 16,7% di persone dai 45 ai 64 anni, e il 5,9% di persone di 65 anni o più. L'età media era di 27 anni. Per ogni 100 femmine c'erano 98,5 maschi. Per ogni 100 femmine dai 18 anni in giù, c'erano 99,6 maschi.
Il reddito medio di un nucleo familiare era di 36.316 dollari, e quello di una famiglia era di 36.776 dollari. I maschi avevano un reddito medio di 25.847 dollari contro i 16.641 dollari delle femmine. Il reddito pro capite era di 10.399 dollari. Circa il 24,0% delle famiglie e il 20,5% della popolazione erano sotto la soglia di povertà, incluso il 14,7% di persone sotto i 18 anni e il 56,8% di persone di 65 anni o più.